# 常林股份
常林股份有限公司（上交所：600710），中国福马机械集团有限公司旗下公司，中國機械工業集團有限公司屬下機構，是在1961年以常州林业机械厂成立，主要生產重型泥頭車產品，1996年在上海證券交易所主板上市。現任董事長吳培國。
2008年，母公司被中國機械工業集團有限公司收購本集團，已被國務院批准。